# 性仪式
性儀式（英語：Sexual ritual）被認為源自人類因演化而出現對於繁殖現象的先天/本能行為，後融入於社會活動之中，並發展出與婚姻習俗等結合之面向。
性仪式是指與人類的性有關的儀式。宗教活动中的圣婚就是一種性仪式。性儀式可能是某些人的性活动的必要组成部分，性儀式可以讓這些人兴奋。